# Ruth Hunt
Ruth Elizabeth Hunt, baronesa Hunt de Bethnal Green (12 de marzo de 1980) es una funcionaria galesa que fue directora ejecutiva de la organización benéfica para la igualdad de lesbianas, gays, bisexuales y trans con sede en el Reino Unido Stonewall, la entidad defensora de la igualdad LGBT más grande de Europa, entre 2014 y 2019, en que dimitió.
Hunt fue propuesta para un título nobiliario vitalicio y miembro de Crossbench de la Cámara de los Lores en una ceremonia de 2019 (Prime Minister’s Resigna). Fue nombrada Baronesa Hunt de Bethnal Green, de Bethnal Green en el distrito londinense de Tower Hamlets, el 16 de octubre de 2019.
Anteriormente había sido presidenta de la Unión de Estudiantes de la Universidad de Oxford.

## Trayectoria
Hunt fue a la escuela primaria Christ the King, en Cardiff, New College, Cardiff, una antigua escuela independiente, y a la escuela para niñas King Edward VI Camp Hill, en Birmingham, antes de ir a la Universidad a estudiar lengua y literatura inglesas en St Hilda's College, Oxford.
Hunt se unió a la Equality Challenge Unit, una organización que promovía la "igualdad para el personal empleado en el sector de la educación superior", en enero de 2004. Allí se ocupaba de dirigir el trabajo de asesoramiento a las instituciones de educación superior sobre orientación sexual e igualdad de identidad de género.
En 2005, se incorporó a Stonewall como responsable principal de políticas, dirigiendo el trabajo de investigación de Stonewall sobre el acoso homofóbico en las escuelas. Fue Jefa de Política e Investigación en 2007 y Directora de Asuntos Públicos en 2009.
Durante esta época, Hunt llevó a cabo una investigación sobre las necesidades y desigualdades en salud de lesbianas, gays y bisexuales, la religión y las creencias y su impacto en la igualdad por motivos de orientación sexual, las experiencias de las personas gays mayores en Gran Bretaña, y, en 2012, trabajó en la primera guía que analizó modelos a seguir abiertamente homosexuales.
En 2013, Hunt fue nombrada Directora Ejecutiva Adjunta de Stonewall, supervisando el desarrollo estratégico y la ejecución de las políticas, investigaciones, campañas e información de Stonewall, que incluye el trabajo del equipo de Asuntos Públicos de Stonewall, el equipo de Educación, el Servicio de Información de Stonewall y Stonewall Escocia y Stonewall Cymru.
En julio de 2014, después de un período como Directora Ejecutiva Adjunta, fue nombrada Directora Ejecutiva de Stonewall.
Hunt ha supervisado el crecimiento del trabajo de Stonewall en Escocia y Gales, en particular con el establecimiento del servicio de información bilingüe Stonewall Cymru, y el lobby de Stonewall Escocia para conseguir la aprobación del proyecto de ley de matrimonio y unión civil (Escocia). Prestó testimonio ante el Comité de Igualdad de Oportunidades del Parlamento escocés sobre igualdad en el matrimonio en septiembre de 2013.
Hunt ha liderado el trabajo de Stonewall en el desarrollo de políticas y la influencia estratégica, en particular, el desarrollo de asociaciones estratégicas con organizaciones del sector público y privado. Ha dirigido trabajos con organizaciones como el Ministerio de Defensa, la Agencia de Fronteras del Reino Unido, el Ministerio del Interior y empresas como Accenture.
Como Directora Ejecutiva Adjunta, Hunt participó en la campaña de Stonewall con respecto al proyecto de ley de matrimonio (parejas del mismo sexo) en Inglaterra y Gales.
Participó en la campaña de Stonewall sobre la Ley de Fertilización Humana y Embriología de 2008, que legalizaba el acceso de las lesbianas a los tratamientos de fertilidad.
Atrajo mucha atención en mayo de 2014 cuando anunció en The Daily Telegraph que Stonewall no se uniría a un amplio boicot al hotel The Dorchester en Londres, propiedad del sultán de Brunéi, Hassanal Bolkiah, donde Stonewall iba a celebrar una cena de gala. Bolkiah proponía introducir la pena de muerte para la sodomía, pero ella sostuvo que no había "un mandato para el boicot" y "sólo implementamos acciones que creemos que tendrán un impacto".
Se disculpó públicamente días antes de las elecciones generales de 2015 después de que Stonewall fuera criticado por publicar un gráfico de campaña on-line que sugería que sólo el Partido Laborista apoyaba sustancialmente la igualdad LGBT en su programa electoral.
En 2019, The Sunday Times informó que algunos donantes habían dejado de financiar a Stonewall como consecuencia de la postura de Hunt sobre la igualdad trans. Se informaba de que un donante había dicho que Hunt "ya no era una digna defensora de nuestros derechos" y otro que había "perdido lo que es el gran principio".
Hunt fue editora de la obra The Book of Queer Prophets, una colección de ensayos sobre sexualidad y religión publicada en mayo de 2020. El libro incluye ensayos de Jeanette Winterson, Phyll Opoku-Gyimah, John L. Bell y otros. El libro está dedicado a "las innumerables personas queer que siguen encontrando el coraje para decir la verdad al poder..." Somos canales de paz y traemos mucho amor al mundo.
En una entrevista de julio de 2022 con The Tablet, hablando sobre "su fe católica y sus valores", Hunt explicó que era "asistía habitualmente a las misas católicas de los miércoles por la noche que se celebraban en las Cámaras del Parlamento". Ella dijo: “Trato de no analizar demasiado de cerca las maquinaciones políticas de la Iglesia porque las encuentro demasiado intrusivas en mi paz y en mi relación con Dios. La forma más pacífica en que tengo esa relación es a través de la misa católica. Me han educado con valores católicos. Cuando voy a otras ceremonias [servicios de otras iglesias cristianas], no experimento esa paz”. También señaló: “El Vaticano tiene más personal gay que la mayoría de las empresas”.
En abril de 2024, los activistas iniciaron una petición en change.org pidiendo que la ex Directora Ejecutiva de Stonewall fuera expulsada de la Cámara de los Lores después de la Revisión Cass.

## Reconocimientos
En octubre de 2013, el periódico Independent on Sunday nombró a Hunt en su "Lista Rosa" como la quinta persona LGBT más influyente de Gran Bretaña. En 2014, cayó al octavo lugar en la rebautizada "Lista Arcoíris", y en 2015 fue votada para el tercer lugar. En 2015, también recibió una beca honoraria de la Universidad de Cardiff, donde su madre Sheila era entonces profesora de Enfermería, y un título honorario de la Universidad de Keele.

## Vida personal
Hunt se unió civilmente con su pareja Kirsty Lloyd en 2010, aunque en 2014 se separaron.[cita requerida]
Hunt trabaja con su actual pareja, Caroline Ellis, como cofundadoras de Deeds and Words. Hunt y Ellis viven juntas en Londres, en una unión civil.
Se dice que Hunt es católica romana, pero practica su religión en una iglesia anglicana donde es miembro del Consejo Parroquial de la Iglesia.